# Großerzbischof
Ein Großerzbischof (lat. archiepiscopus maior) ist das Oberhaupt einer katholischen Ostkirche, der die gleiche Jurisdiktionsgewalt über seine autonome (sui iuris) Teilkirche ausübt wie ein ostkirchlicher Patriarch in Gemeinschaft mit dem römischen Papst.
Die vom Vatikan gepflegte Nichtverleihung des Patriarchen-Titels an Oberhäupter von Kirchen, die nicht bereits in der Alten Kirche als Patriarchate firmierten, soll die Empfindlichkeiten ihrer nicht-katholischen Gegenüber berücksichtigen. Dies wird in den eigenen Reihen z. T. jedoch als unangemessen empfunden und im Alltag durch nichtamtlichen Gebrauch des prestigeträchtigeren Titels „Patriarch“ überspielt. Tatsächlich sind die Unterschiede zwischen einem Großerzbischof und einem Patriarchen vorwiegend zeremonieller Natur:
- Der Großerzbischof rangiert in der protokollarischen Ehrenrangordnung unterhalb der Patriarchen, aber vor den katholischen Primates.
- Wenn Großerzbischöfe zu Kardinälen ernannt werden, gehören sie zur Klasse der Kardinalpriester, während Patriarchen der Klasse der Kardinalbischöfe angehören.

Wie ostkirchliche Patriarchen werden auch Großerzbischöfe von der Bischofssynode ihrer jeweiligen Kirche gewählt, während erstere jedoch erst nach ihrer Inthronisation den Papst um die ecclesiastica communio (die kirchliche Gemeinschaft) bitten, müssen letztere vom Papst vor ihrer Inthronisation bestätigt werden.
Mit den katholischen „Großerzbischöfen“ vergleichbar sind jene „Erzbischof“ genannten Oberhäupter autokephaler orthodoxer Ostkirchen, die, aus unterschiedlichen Gründen, nicht den Titel eines Patriarchen führen, z. B. der Erzbischof von Athen und der Erzbischof von Zypern.
Zurzeit gibt es innerhalb der katholischen Kirche vier Großerzbischofssitze, die autonomen Teilkirchen eines östlichen Ritus vorstehen:
| Bischofssitz                        | sui-iuris-Kirche                          | Bischof                           | Erhebung zum Großerzbistum |
| ----------------------------------- | ----------------------------------------- | --------------------------------- | -------------------------- |
| Kiew-Halytsch (Ukraine)             | Ukrainische Griechisch-Katholische Kirche | Swjatoslaw Schewtschuk            | 2005 (1963)                |
| Ernakulam-Angamaly (Kerala, Indien) | Syro-malabarische Kirche                  | Raphael Thattil                   | 1993                       |
| Thiruvananthapuram (Kerala, Indien) | Syro-malankarische Kirche                 | Isaac Cleemis Kardinal Thottunkal | Februar 2005               |
| Alba Iulia-Făgăraș (Rumänien)       | Rumänische Griechisch-Katholische Kirche  | Lucian Kardinal Mureșan           | Dezember 2005              |

Anmerkungen:

1. ↑  Zwischen 1963 und 2005 Großerzbistum Lemberg (Lwiw). Angestrebt wird ein eigenes Patriarchat in Kiew. Die Bezeichnung des Großerzbischofs als „Patriarch“ ist vor Ort längst üblich.
2. ↑  Der Großerzbischof der syro-malankarischen Kirche führt den Neben-Titel eines  „Katholikos“.